# 大楽寺 (大田区)
大楽寺(だいらくじ)は、東京都大田区新蒲田にある真言宗智山派の寺院。

## 概要
寛仁3年(1019年)の創建と伝えられている。
鎌倉時代は、極楽寺と呼ばれ、七堂伽藍の壮麗な道場であり、200mほど南から門の礎石が出土している。また、玉川八十八ヶ所霊場67番、東海三十三観音霊場12番でもある。
戦国時代には、小田原北条氏の軍勢が闇夜に新田氏を追って寺に火を放ったことが伝えられている。
また、江戸時代には徳川二代将軍徳川秀忠が、三代将軍徳川家光のために経文一巻と朱印を奉納し、それと同時に使用を認めた葵の紋が現在でも随所に見ることができる。
1945年4月15日の空襲で本堂・書院・山門・庫裏等が焼失した。1955年に木造本堂が建立され、更に1973年4月に現本堂が再建、1988年4月29日には楼門ならびに鐘楼が、1994年11月6日には蒲田不動尊が大楽寺境内に建立された。

## 所在地
- 所在地： 〒144-0054 東京都大田区新蒲田3丁目4番12号

## 交通アクセス
- 蒲田駅西口より徒歩15分（経路案内）。